# کاهی‌بال سولاوسی
کاهی‌بال سولاوسی (نام علمی: Aoa) نام یک سرده از تبار تبار کاهی‌بال است.